# Aeroportul Pedasi
Aeroportul Pedasi (IATA: PDM, ICAO: MPPD) este un aeroport din Provincia Los Santos, Panama ce deservește zona Pedasí⁠(d).
Situat la o altitudine de 10 m, aeroportul dispune de o singură pistă.